# بنتوستاتين
بنتوستاتين (بالإنجليزية: Pentostatin)‏ هو دواء يُستعمل في علاج:
- ابيضاض المشعر الخلاي[8]
- ابيضاض الدم الليمفاوي المزمن[9]

## دوره
يلعب هذا الدواء دورًا في علاج الأمراض كونه:
- مثبط إنزيم
- مثبط الحمض النووي